# 周通 (足球运动员)
周通（1990年1月12日—），出生于山东淄博，足球运动员。现效力新西兰球队奥克兰城，司职中场。周通本来名叫“周彤”，后来因为“叫着别嘴”，改名周通。周通与《水浒传》人物周通同名。《水浒传》的周通有“小覇王”的绰号，与他同名的球员周通因而获得了“边路小霸王”的绰号。

## 球员生涯
2001年，周通从家乡山东淄博加盟北京国安梯队。2006年，作为国安三线梯队的一员，周通随队参加了在德国举行的“阿迪达斯＋challenge全球总决赛”，教练何红光让他担任队长。周通在四场比赛中表现出色，媒体评价“堪称全队最佳”。周通在队中年纪最大，但是由于身高只有1.65米，国安梯队拒绝召入周通。 周通只好随后加盟了河北全运队。
2008年，河北全运队以石家庄天工之名征战中乙。2009年球队参加全运会，未报名参加当年的中乙联赛。河北全运队最终打入该届全运会男足八强。全运会后球队解散，周通再次面临无球可踢的困境。周通随后加盟新组建的大连阿尔滨俱乐部。
媒体报称，俱乐部经理李明只花了两万元人民币便从河北全运队买到了周通。周通在2010年中国足球乙级联赛有出色表现，作为球队主力左边前卫，出场18次，打进2球，帮助球队夺取中乙联赛冠军，冲上中甲联赛。2011年，周通在4月13日中甲联赛第四轮主场与广东日之泉的比赛中打入自己在中甲联赛的第一球。整个赛季周通打了24场中甲比赛，赛季结束后球队在又夺得中甲联赛冠军，升入中超。作为球队主力前卫，周通凭自己的表现被媒体评为当年中甲联赛的十大新星，并被称赞“技术优秀”。2012年中超联赛，由于大连阿尔滨大力引援和战术调整，周通的出场机会并不多，有出场机会时亦多是替补登场。 3月24日，客场对阵山东鲁能的中超第三轮比赛中，周通在第15分钟接董学升传球破门，助球队3比2领先，打入个人在中超联赛的第一球。9月30日，客场对阵江苏舜天的比赛，周通顶替受伤的于大宝首发，第68分钟接皮特·乌塔卡传球破门。进球后周通模仿巴洛特利在2012年欧洲杯上的庆祝动作，赤裸上身展示腹肌。
2015年7月11日，周通自由身加盟天津泰达。
2023年3月6日，周通自由身加盟新西兰联赛球队奥克兰城。同年3月11日，在大洋洲冠军联赛附加赛第一回合，周通首秀助队在客场1-1战平惠灵顿奥林匹克。同年5月，随队获得大洋洲冠军联赛冠军，是第一位获得此项冠军的华人。
2025年夏天，周通隨隊參加2025年國際足協世界冠軍球會盃，在首場比賽就上場，他也成為當屆賽事唯一的中國人。

## 联赛出场纪录
最後更新：2011年10月30日 
| 赛季 | 俱乐部     | 國家 | 出场 | 入球 |
| ---- | ---------- | ---- | ---- | ---- |
| 2008 | 石家庄天工 | 中国 | 16   | 0    |
| 2010 | 大连阿尔滨 | 中国 | 18   | 2    |
| 2011 | 大连阿尔滨 | 中国 | 24   | 1    |

## 荣誉

### 大连阿尔滨
- 中乙：2010
- 中甲：2011

### 武汉卓尔
- 中甲：2018

### 奥克兰城
- 大洋洲足球冠军联赛：2024、2025